# Masseria Capitignano
La Masseria Capitignano è una masseria di Taranto. Sita alle porte della città in località Tramontone, pare attestata come proprietà di un privato tra 1578 e 1585. Si tratta di una masseria a corte chiusa cinta da due torri con un muro ricco di feritoie. La proprietà comprendeva olivi, vigne, frutteto, un frantoio oltre a corti, pozzi e tre torri oltre ad una chiesa dedicata a San Demetrio. Nel 1652 venne acquistata dall'abate Francesco Antonio Capitignano che le darà poi il nome, per circa 3000 ducati.